# Frayère
Pour les articles homonymes, voir Frayère (homonymie).
Une frayère est un lieu aquatique où se reproduisent les poissons et les amphibiens et par extension les mollusques et les crustacés. Cet habitat correspond à l'endroit où les femelles déposent leurs œufs. Il se distingue de la nourricerie (l'espace d'alimentation des juvéniles où ont été transportés les œufs et les larves au sein des masses d'eau). Cette aire trophique peut être une simple dilatation de la zone de frayère.

## Définition

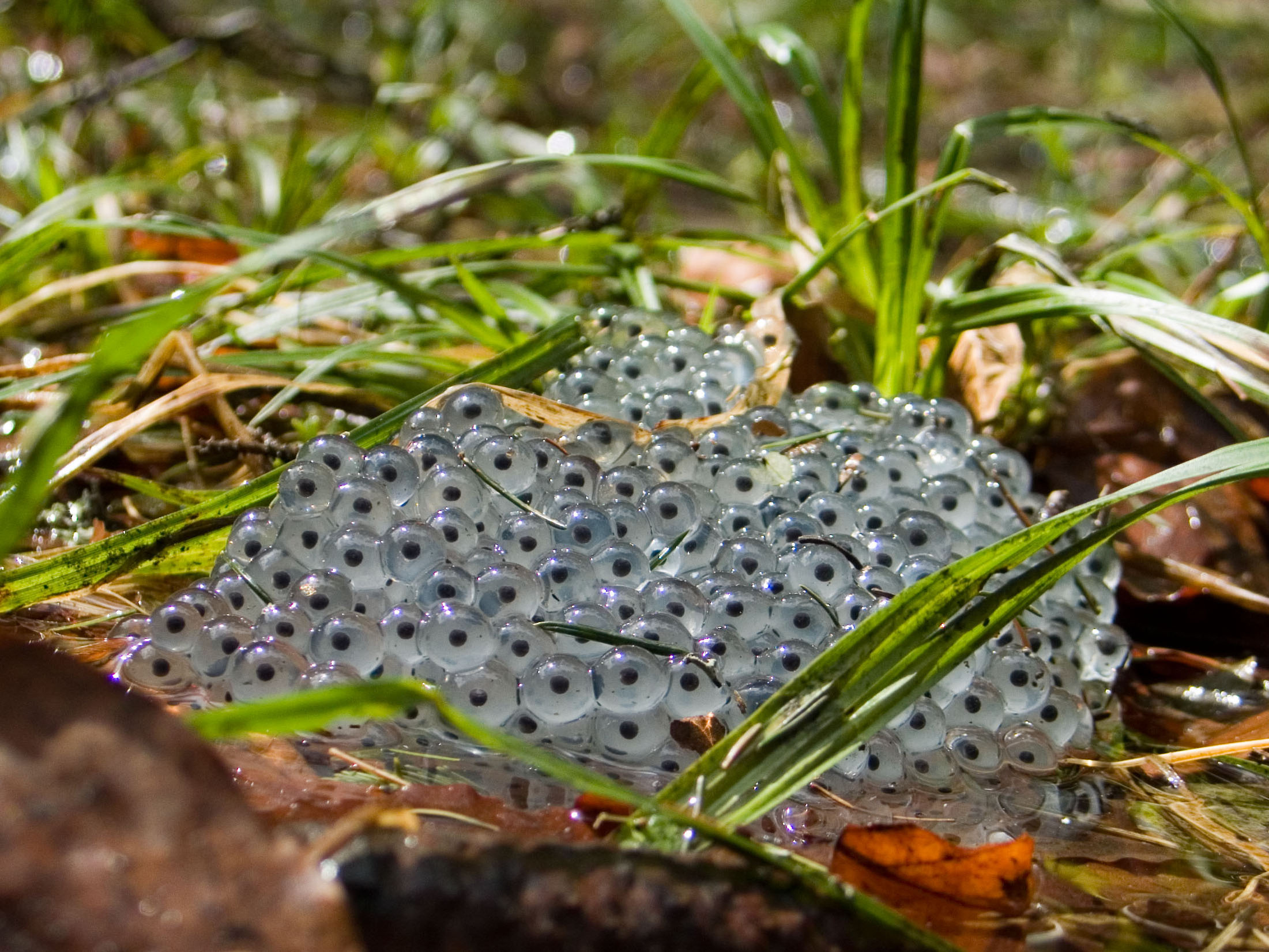
Ponte amphibienne en Pologne.

La frayère désigne l'endroit où les femelles déposent leurs œufs afin que les mâles les recouvrent de semence, puisque la fécondation chez la plupart de ces animaux est externe. 
Les frayères se trouvent souvent sur les fonds sableux ou sablo-vaseux des rivières, des étangs, des lacs, des marais, des estuaires, voire des zones marines très profondes.

## Enjeux écologiques et halieutiques
Ce sont des lieux essentiels au bon état écologique des cours d'eau et des bassins versants. Ils peuvent être menacés par la pollution de l'eau ou du sédiment, l'artificialisation des cours d'eau (canalisation et rectification notamment), le braconnage, l'envasement et parfois par le colmatage par des algues ou bactéries « encroûtantes » et « calcifiantes ».